# Schierschnitz
Schierschnitz ist eine Gemarkung des Ortsteils Neuhaus-Schierschnitz der Gemeinde Föritztal im Landkreis Sonneberg in Thüringen.

## Lage
Schierschnitz liegt der Ostseite des Tales der Föritz im südlichsten Zipfel des Landes Thüringen. Er hat Anschluss an die Bundesstraße 89. Die kupierten Vorberge gehen nördlich in das Thüringer Schiefergebirge über.

## Geschichte
Im Jahr 1252 wurde der Ort erstmals urkundlich genannt. Nach der Gemeinde wurde 1340/47 Schierschnitz als „Schirsnitz“ erstmals urkundlich genannt. Das Dorf wurde 1923 mit den Nachbarorten Buch, Gessendorf, Mark und Neuhaus zur Gemeinde Neuhaus-Schierschnitz verschmolzen. Diese ging am 6. Juli 2018 in der Gemeinde Föritztal auf.